# Астероид класса J
Спектральный класс J (назван в честь диогенитового метеорита из Джонстауна) — класс астероидов, образовавшихся предположительно из внутренних частей Весты. Насчитывают 6 астероидов. Их спектры близки к спектрам астероидов класса V, но их отличают особо сильные полосы поглощения на длине волны 1 мкм.
Примеры астероидов этого класса:
- 3155 Lee
- 3657 1978 ST6
- (2442) Корбетт
- (3869) Нортон
- (4005) 1979 TC2
- (4215) 1987 VE1[1]